# Convención Internacional sobre la Eliminación de todas las Formas de Discriminación Racial

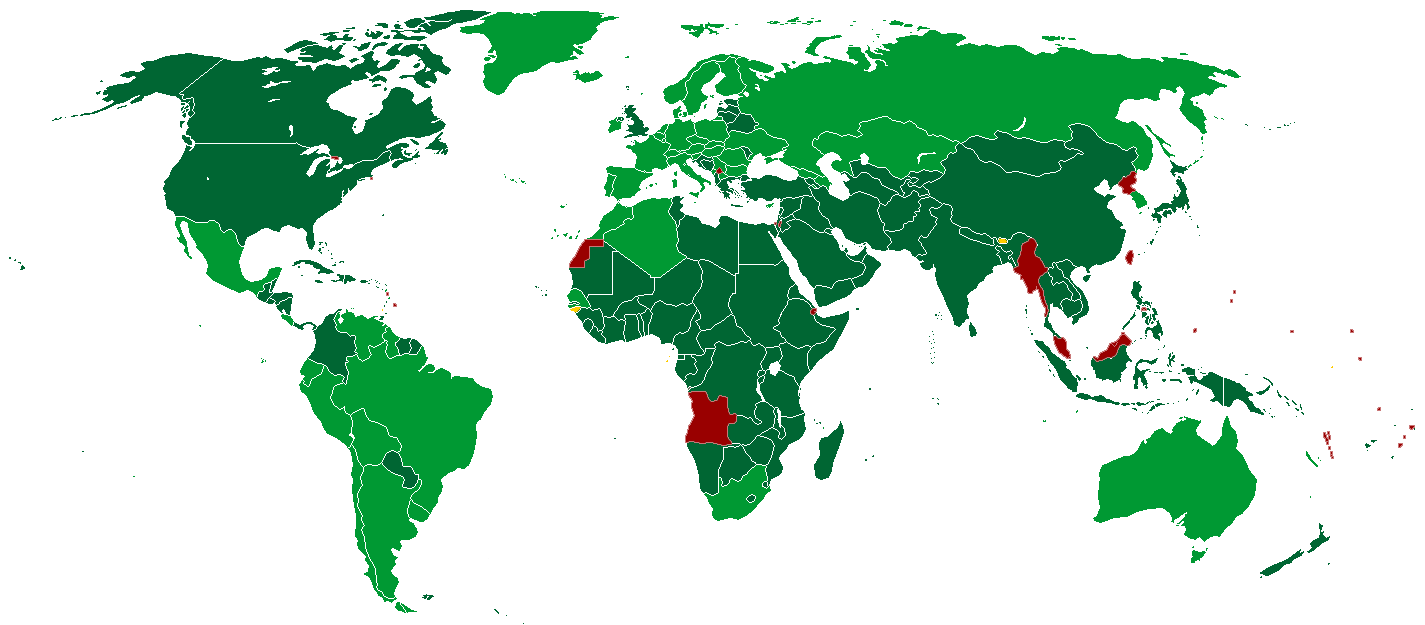
Ratificaron la Convención Internacional sobre la Eliminación de todas las Formas de Discriminación Racial y reconocen la competencia del Comité para tratar quejas individuales.
Ratificaron la Convención, pero no aceptan la competencia del Comité para quejas individuales.
Firmado pero no ratificado.
Ni firmado, ni ratificado.

La Convención Internacional sobre la Eliminación de todas las Formas de Discriminación Racial es uno de los principales tratados internacionales en materia de derechos humanos. Fue adoptada por la Asamblea General de las Naciones Unidas el 21 de diciembre de 1965, y entró en vigor el 4 de enero de 1969, luego de alcanzado el número de ratificaciones necesario. La misma no debe ser confundida con la Declaración sobre la eliminación de todas las formas de discriminación racial, proclamada en 1963, que constituyó uno de los antecedentes de la Convención.
La prohibición de la discriminación racial es considerada una norma ius cogens por tratadistas de derecho internacional y la propia Comisión de Derecho Internacional. También se entienden que la prohibición a la discriminación se traduce en obligaciones erga omnes; así que todos los Estados tienen un legítimo interés de protección y las obligaciones son hacia la comunidad en su conjunto.

## La Convención
La Convención fue adoptada por la Asamblea General el 21 de diciembre de 1965 y durante su Decimocuarta Reunión celebrada en Nueva York el 15 de enero de 1992, enmendaron el artículo 8.
La Convención está dividida en tres partes: la primera contiene, en los primeros siete artículos, las obligaciones de los Estados y el derecho humano a no sufrir discriminación; la segunda establece los mecanismos de cumplimiento de la Convención, que comprende de los artículos 8 a 16 (a los que habría que sumar el artículo 22), y la tercera señala las disposiciones generales sobre ratificaciones, su entrada en vigor, enmiendas y autenticidad de textos (artículos 17 a 25).
La Convención está edificada sobre la base de la Declaración sobre la Eliminación de todas las Formas de Discriminación Racial proclamada en 1963, por lo que su contenido es similar.
En el Preámbulo —tal como se hace en la Declaración— se afirma que “toda doctrina de superioridad basada en la diferenciación racial es científicamente falsa, moralmente condenable y socialmente   injusta y peligrosa, y que nada en la teoría o en la práctica permite justificar, en ninguna parte, la discriminación racial” y es contra colonialismo con citación de Resolución 1514 de la Asamblea General de las Naciones Unidas.
En su primer artículo la Convención define el concepto de "discriminación racial" adoptando un criterio amplio que alcanza a diferentes modalidades de discriminación, distinción, restricciones o preferencias, ya sea por motivo de "raza, color, linaje u origen nacional o étnico". Sin embargo el tratado se cuida de aclarar que el mismo no puede ser utilizado de ningún modo para afectar las normas internas de los estados en materia de ciudadanía e inmigración, en tanto no se establezcan discriminaciones en contra de ciertas nacionalidades. Finalmente la convención aclara que no se encuentra prohibido por la misma tomar medidas de discriminación positiva.
Para los Estados, de acuerdo a los artículos 2, 4, 5 y 7 se establecen las siguientes responsabilidades:
- No incurrir o practicar discriminación racial contra individuos, grupos de personas o instituciones, y asegurar que las autoridades cumplan esta obligación.
- No fomentar, defender o apoyar la discriminación racial por personas u organizaciones.
- Revisar las políticas públicas para ajustar las leyes y reglamentos que pudieran crear o perpetuar la discriminación racial.
- Prohibir y hacer cesar la discriminación racial practicada por personas, grupos u organizaciones.
- Estimular organizaciones y movimientos multirraciales integracionistas, y desalentar la división racial.
- Declarar como acto punible conforme a la ley toda difusión de ideas basadas en la superioridad o en el odio racial, toda incitación a la discriminación racial, así como todo acto de violencia o toda incitación a cometer tales actos contra cualquier raza o grupo de personas de otro color u origen étnico, y toda asistencia a las actividades racistas, incluida su financiación.
- Declarar ilegales y prohibir las organizaciones y actividades de propaganda que promuevan la discriminación racial e inciten a ella condenándolas como delito.
- No permitir que autoridades o instituciones públicas promuevan la discriminación racial o inciten a ella.
- Garantizar el derecho a la igualdad de tratamiento en los tribunales y todos los demás órganos que administran justicia.
- Garantizar el derecho a la seguridad personal y a la protección del Estado contra todo acto de violencia o atentado contra la integridad personal cometido por funcionarios públicos o por cualquier individuo, grupo o institución.
- Garantizar los derechos políticos, así como los derechos civiles.
- Promover la tolerancia, en particular a través de la educación.

## Mecanismos de cumplimiento
La Convención prevé mecanismos de cumplimiento, algunos son de naturaleza administrativa y exclusivos para los Estados, como la presentación de informes, el procedimiento de alerta temprana y el examen de denuncias entre los Estados; otro, que es de naturaleza administrativa y de participación de los propios afectados, es el examen de denuncia de particulares, y el último, que es de naturaleza judicial e interestatal, obliga a llenar ciertos requisitos estrictos, como es el acceso a la Corte Internacional de Justicia.
Existe un Comité para la Eliminación de la Discriminación Racial, órgano de expertos independientes que supervisa la aplicación de la propia Convención por los Estados Partes. Por lo regular, se reúne en Ginebra y celebra dos periodos de sesiones con una duración de tres semanas cada uno. Está compuesto por “dieciocho expertos de gran prestigio moral y reconocida imparcialidad, elegidos por los Estados Partes entre sus nacionales, los cuales ejercerán sus funciones a título personal”.
La declaración formulada por la UNESCO sobre racismo y prejuicios raciales, contiene tres puntos fundamentales:
1. Todos los hombres que viven en nuestro tiempo pertenecen a la misma especie y descienden del mismo tronco;
2. La división de la especie humana en “razas” es convencional y no implica ninguna jerarquía en ningún orden;
3. En el estado actual de los conocimientos biológicos, no podemos atribuir las realizaciones culturales de los pueblos a diferencias de potencial genético: éstas se explican totalmente por su historia cultural. Basta invertir estos términos para obtener una radiografía del racismo.